# 競馬の調教師一覧
競馬の調教師一覧（けいばのちょうきょうしいちらん）は日本中央競馬会 (JRA) に所属している（もしくは所属していた）調教師、地方競馬全国協会が調教師免許を発行した調教師、そして日本以外で活躍しているおもな調教師の一覧である。

## 中央競馬

### 現役
（◎印は厩舎に所属騎手がいる調教師、△は厩舎未開業調教師（技術調教師））
| - 相沢郁◎ - 青木孝文 - 秋山真一郎 - 浅利英明 - 安達昭夫 - 荒川義之 - 飯田祐史 - 池江泰寿◎ - 池上昌和 - 池添学◎ - 伊坂重信 - 石栗龍彦 - 石坂公一 - 石橋守◎ - 伊藤圭三◎ - 伊藤伸一 - 伊藤大士 - 稲垣幸雄 - 井上智史 - 岩戸孝樹 - 上原博之 - 上原佑紀 - 上村洋行 - 梅田智之 - 蛯名利弘◎ - 蛯名正義 - 大久保龍志 - 大竹正博◎ - 大根田裕之 - 大橋勇樹◎ - 大和田成 - 岡田稲男◎ - 小笠倫弘 - 尾形和幸◎ - 緒方努 - 奥平雅士◎ - 奥村武 - 奥村豊◎ - 小椋研介 - 小栗実 - 尾関知人 - 小野次郎◎ | - 粕谷昌央 - 加藤和宏◎ - 加藤士津八 - 嘉藤貴行 - 加藤公太 - 加藤征弘◎ - 金成貴史◎ - 萱野浩二 - 河嶋宏樹 - 川村禎彦 - 菊川正達◎ - 菊沢隆徳 - 北出成人 - 木村哲也 - 国枝栄 - 久保田貴士 - 栗田徹 - 黒岩陽一 - 古賀慎明 - 小崎憲 - 小島茂之 - 小手川準 - 小西一男◎ - 小林真也 - 昆貢 - 今野貞一 | - 齋藤崇史◎ - 斎藤誠 - 坂口智康 - 佐々木晶三 - 笹田和秀 - 佐藤吉勝 - 佐藤悠太 - 四位洋文 - 鹿戸雄一◎ - 清水久詞 - 清水英克 - 庄野靖志◎ - 新開幸一◎ - 新谷功一◎ - 須貝尚介 - 杉浦宏昭◎ - 杉山晴紀◎ - 杉山佳明◎ - 鈴木慎太郎 - 鈴木孝志 - 鈴木伸尋◎ - 勢司和浩 | - 高木登◎ - 高野友和 - 高橋一哉 - 高橋文雅 - 高橋康之◎ - 高橋義忠 - 高橋亮◎ - 高柳大輔 - 高柳瑞樹 - 武市康男 - 武井亮 - 武幸四郎 - 武英智 - 竹内正洋◎ - 田島俊明◎ - 田中克典 - 田中勝春 - 田中剛 - 田中博康 - 谷潔◎ - 田村康仁◎ - 千田輝彦◎ - 千葉直人 - 茶木太樹 - 柄崎将寿 - 辻哲英 - 辻野泰之 - 土田稔 - 角田晃一◎ - 手塚貴久◎ - 寺島良◎ - 天間昭一 - 戸田博文 - 友道康夫 | - 中内田充正◎ - 中尾秀正 - 中川公成 - 中竹和也 - 中舘英二 - 中村直也◎ - 西園翔太 - 西園正都 - 西田雄一郎 - 西村真幸 - 根本康広◎ - 野中賢二 | - 萩原清 - 橋口慎介 - 長谷川浩大 - 畠山吉宏 - 畑端省吾 - 羽月友彦 - 浜田多実雄◎ - 林徹 - 東田明士 - 平田修 - 深山雅史 - 福永祐一 - 藤岡健一 - 藤野健太 - 藤原英昭◎ - 堀宣行 - 堀内岳志 - 本田優◎ - 本間忍 | - 前川恭子 - 牧光二◎ - 牧浦充徳 - 牧田和弥 - 松下武士 - 松永幹夫 - 松永康利◎ - 松山将樹 - 的場均 - 水野貴広◎ - 南田美知雄 - 宮地貴稔 - 宮田敬介 - 宮徹 - 宮本博 - 武藤善則 - 村田一誠 - 森田直行 - 森一誠 - 森秀行◎ | - 矢嶋大樹 - 安田翔伍 - 矢野英一 - 矢作芳人◎ - 吉岡辰弥 - 吉田直弘 - 吉村圭司 - 和田正一郎◎ - 和田雄二 - 和田勇介◎ - 渡辺薫彦◎ |

### 引退
| - 相川勝敏 - 秋山雅一 - 浅見秀一 - 浅野洋一郎 - 阿部新生 - 安藤正敏 - 飯田雄三 - 飯塚好次 - 五十嵐忠男 - 池江泰郎 - 池上昌弘 - 池添兼雄 - 石栗龍雄 - 石毛善彦 - 石坂正 - 伊藤竹男 - 稲葉隆一 - 岩城博俊 - 岩元市三 - 梅内忍 - 梅田康雄 - 大江原哲 - 大久保正陽 - 大久保洋吉 - 大久保良雄 - 大和田稔 - 尾形充弘 - 沖芳夫 - 荻野光男 - 奥平作太郎 - 音無秀孝 - 小野幸治 - 小原伊佐美 | - 加賀武見 - 加藤敬二 - 金井雅志 - 加用正 - 河内洋 - 北橋修二 - 木原一良 - 工藤嘉見 - 久保田敏夫 - 栗田博憲 - 黒坂洋基 - 河野通文 - 古賀末喜 - 古賀嘉蔵 - 古賀史生 - 小島太 - 後藤由之 - 小西登 - 小林常泰 - 小檜山悟 | - 斎藤宏 - 斉藤義美 - 境直行 - 境征勝 - 坂口正二 - 坂口正大 - 坂口正則 - 坂田正行 - 坂本勝美 - 作田誠二 - 佐々木亜良 - 笹倉武久 - 佐藤勝美 - 佐藤征助 - 佐藤全弘 - 佐藤正雄 - 佐藤嘉秋 - 鮫島一歩 - 佐山優 - 沢峰次 - 鹿戸明 - 鹿戸幸治 - 柴田欣也 - 柴田政人 - 柴田政見 - 柴田光陽 - 嶋田潤 - 清水利章 - 清水久雄 - 清水美波 - 清水出美 - 白井寿昭 - 新川恵 - 須貝彦三 - 菅原泰夫 - 鈴木勝美 - 鈴木康弘 - 角居勝彦 | - 高木嘉夫 - 高橋成忠 - 高橋隆 - 高橋裕 - 高橋義博 - 高橋祥泰 - 高松邦男 - 武宏平 - 武田博 - 田子冬樹 - 田島良保 - 田所秀孝 - 田中和夫 - 田中耕太郎 - 田中清隆 - 谷原義明 - 田原成貴 - 田村駿仁 - 坪憲章 - 鶴留明雄 - 柄崎孝 - 冨田一幸 - 富田六郎 | - 内藤一雄 - 中尾謙太郎 - 中尾正 - 中島敏文 - 中野隆良 - 中野栄治 - 中野渡清一 - 中村均 - 長浜博之 - 成島英春 - 西浦勝一 - 西橋豊治 - 二ノ宮敬宇 - 二本柳俊一 - 新関力 - 二分久男 - 野元昭 - 野平富久 | - 畠山重則 - 橋口弘次郎 - 橋田満 - 浜田光正 - 日吉正和 - 平井雄二 - 福島信晴 - 福島勝 - 福永甲 - 藤岡範士 - 藤沢和雄 - 藤沢則雄 - 藤原辰雄 - 古川平 - 堀井雅広 - 星野忍 - 本郷一彦 | - 増沢末夫 - 松田国英 - 松田博資 - 松山康久 - 松永昌博 - 松永善晴 - 松元茂樹 - 松元省一 - 松元正雄 - 南井克巳 - 宗像義忠 - 村山明 - 目野哲也 | - 保田一隆 - 安田隆行 - 矢野照正 - 矢野進 - 山内研二 - 山岡浩久 - 山口信行 - 山田要一 - 湯浅三郎 - 湯窪幸雄 - 吉岡八郎 - 吉永猛 - 領家政蔵 - 渡辺栄 - 和田正道 |

### 故人
| - 相羽仙一 - 赤石孔 - 浅野武志 - 浅見国一 - 阿部正太郎 - 新井仁 - 荒木静雄 - 飯田明弘 - 石毛善衛 - 石毛彦次郎 - 石門虎吉 - 伊勢健二 - 伊藤勝吉 - 伊藤修司 - 伊藤正四郎 - 伊藤正徳 - 伊藤雄二 - 稲田礎 - 稲葉秀男 - 稲葉幸夫 - 戍亥信義 - 今津福松 - 岩下密政 - 上田武司 - 上田三千夫 - 上村大治郎 - 宇田明彦 - 梅内慶蔵 - 蛯名武五郎 - 蛯名信広 - 大久保石松 - 大久保勝之 - 大久保亀治 - 大久保末吉 - 大久保房松 - 大久保光康 - 大沢真 - 大根田裕也 - 尾形藤吉 - 尾形盛次 - 小川佐助 - 奥平真治 - 小野留嘉 | - 梶与三男 - 柏谷富衛 - 勝又忠 - 加藤朝治郎 - 加藤修甫 - 加藤清一 - 川上武一 - 菊池一雄 - 北郷五郎 - 絹川安松 - 木村寛 - 清田十一 - 久保道雄 - 久保田金造 - 久保田彦之 - 栗田勝 - 郷原洋行 - 古賀一隆 - 小島貞博 - 小西喜蔵 - 小林勘治郎 - 小林三雄三 - 小林稔 - 小山内重蔵 | - 斎藤籌敬 - 境勝太郎 - 坂本栄三郎 - 坂本勇次郎 - 佐々木猛 - 崎山博樹 - 佐藤勇 - 佐藤嘉七 - 佐藤順治 - 佐藤正二 - 佐藤正三 - 佐藤林次郎 - 柴崎勇 - 柴田寛治 - 柴田恒治郎 - 柴田寛 - 柴田不二男 - 渋川久作 - 島崎宏 - 嶋田功 - 清水茂次 - 庄野穂積 - 菅谷禎高 - 杉浦照 - 杉村一馬 - 杉村政春 - 鈴木和雄 - 鈴木勝太郎 - 鈴木菊松 - 鈴木清 - 鈴木甚吉 - 鈴木信太郎 - 諏訪佐市 - 諏訪富三 - 瀬戸口勉 - 曽場広作 | - 高市圭二 - 高木良三 - 高橋政次郎 - 高橋直 - 高橋直三 - 高橋英夫 - 高橋邦男 - 高松三太 - 武邦彦 - 武輔彦 - 武平三 - 武田作十郎 - 武田文吾 - 太宰義人 - 田所清広 - 田所秀雄 - 田所稔 - 田中康三 - 田中朋次郎 - 田中章博 - 田中和一郎 - 田中好雄 - 田中良平 - 谷栄次郎 - 谷八郎 - 田之上勲 - 田村勝男 - 柄崎義信 - 土田順三 - 坪正直 - 友村哲二 - 土門一美 - 土門健司 - 戸山為夫 | - 内藤潔 - 内藤繁春 - 中尾銑治 - 中島時一 - 仲住達弥 - 仲住芳雄 - 中野吉太郎 - 長浜彦三郎 - 中村覚之助 - 中村一雄 - 中村広 - 中村好夫 - 夏村辰男 - 成宮明光 - 西塚十勝 - 西塚安夫 - 二本柳一馬 - 二本柳俊夫 - 二本柳省三 - 野平省三 - 野平祐二 - 野平好男 - 野村彰彦 | - 函館大経 - 函館孫作 - 橋田俊三 - 橋本輝雄 - 橋本壽正 - 橋本正晴 - 羽田英之助 - 服部正利 - 服部利之 - 稗田研二 - 稗田敏男 - 稗田虎伊 - 稗田善彦 - 東原玉造 - 日迫良一 - 久恒久夫 - 福島角一 - 福薗盛吉 - 藤本晋 - 藤本冨良 - 藤原敏文 - 布施季三 - 布施正 - 古山良司 - 星川薫 - 星川泉士 - 本郷重彦 | - 前田禎 - 増本勇 - 増本豊 - 松田正弘 - 松田由太郎 - 松永勇 - 松元正雄 - 松山徳茂 - 松山吉三郎 - 丸目敏栄 - 見上恒芳 - 三井末太郎 - 宮沢今朝太郎 - 宮本悳 - 茂木為二郎 - 元石孝昭 - 元石正雄 - 森末之助 - 森安弘昭 | - 矢倉玉男 - 柳田次男 - 八木沢勝美 - 安田伊佐夫 - 保田隆芳 - 矢野幸夫 - 山岡寿恵次 - 山崎彰義 - 山本正司 - 吉田三郎 - 吉永忍 - 吉永正人 - 吉野勇 - 吉野庄三郎 |

## 地方競馬
ホッカイドウ競馬（北海道）、ばんえい競馬、岩手県競馬組合、旧上山競馬場、旧宇都宮競馬場、旧足利競馬場ほか（栃木）、旧高崎競馬場、埼玉県浦和競馬組合（浦和）、千葉県競馬組合（船橋）、特別区競馬組合（大井）、神奈川県川崎競馬組合（川崎）、旧新潟県競馬組合、石川県競馬事業局（金沢）、岐阜県地方競馬組合（笠松）、愛知県競馬組合、兵庫県競馬組合、旧益田競馬場、旧福山競馬場、高知県競馬組合、佐賀県競馬組合、旧荒尾競馬場、旧中津競馬場の順。

### 現役
| - 秋田大助 - 五十嵐冬樹 - 石本孝博 - 岡島玉一 - 小国博行 - 小野望 - 角川秀樹 - 川島洋人 - 川島雅人 - 黒川智貴 - 齊藤正弘 - 佐久間雅貴 - 櫻井拓章 - 佐々木国明 - 佐藤英明 - 田中淳司 - 田中正二 - 千葉津代士 - 沼澤英知 - 桧森邦夫 - 廣森久雄 - 松本隆宏 - 村上正和 - 森山雄大 - 安田武広 - 柳澤好美 - 山口竜一 - 山田和久 - 米川昇 | - 今井茂雅 - 岩本利春 - 大友栄人 - 大橋和則 - 岡田定一 - 尾ケ瀬富雄 - 長部幸光 - 金山明彦 - 金田勇 - 小北栄一 - 小林勝二 - 小林長吉 - 坂本東一 - 鈴木邦哉 - 田上忠夫 - 谷あゆみ - 槻舘重人 - 中島敏博 - 西弘美 - 西邑春夫 - 西康幸 - 服部義幸 - 林豊 - 久田守 - 平田義弘 - 前原和信 - 松井浩文 - 松田道明 - 三浦孝幸 - 皆川公二 - 村上慎一 - 森芳浩 - 山田勇作 | - 飯田弘道 - 石川栄 - 板垣吉則 - 伊藤和忍 - 伊藤和 - 及川良春 - 木村暁 - 工藤裕孝 - 小西重征 - 小林俊彦 - 小林義明 - 齋藤雄一 - 酒井仁 - 櫻田康二 - 櫻田浩樹 - 佐々木由則 - 佐々木恒 - 佐藤浩一 - 佐藤敏彦 - 佐藤雅彦 - 佐藤祐司 - 三野宮通 - 菅原勲 - 菅原右吉 - 瀬戸幸一 - 高橋純 - 橘友和 - 千葉幸喜 - 千葉博次 - 陶文峰 - 新田守 - 畠山信一 - 晴山厚司 - 平澤芳三 - 村上昌幸 - 村上実 - 吉田司 | - 入口由美子 - 内野健二 - 宇野木博徳 - 岡田一男 - 小澤宏次 - 海馬澤司 - 鹿沼良和 - 川島豊 - 川村守男 - 工藤伸輔 - 小久保智 - 小林真治 - 牛房榮吉 - 酒井一則 - 繁田健一 - 鈴木勝文 - 冨田敏男 - 野口孝 - 野口寛仁 - 長谷川忍 - 平山真希 - 藤原智行 - 水野貴史 - 箕輪武 - 薮口一麻 - 山越光 - 横山保 - 吉田正美 - 阿井正雄 - 新井清重 - 石崎駿 - 石井勝男 - 伊藤滋規 - 稲益貴弘 - 岩崎真樹 - 岡林光浩 - 川島正一 - 齊藤敏 - 坂本昇 - 佐々木功 - 佐々木清明 - 佐藤厚弘 - 佐藤裕太 - 渋谷信博 - 田中力 - 玉井昇 - 玉井等 - 玉井勝 - 凾館一昭 - 波多野健 - 林幻 - 林正人 - 張田京 - 宮下靖旨 - 森始 - 森泰斗 - 矢内博 - 矢野義幸 - 山下貴之 - 山田信大 - 山中尊徳 - 山本学 - 米谷康秀 - 渡邊貴光 | - 赤嶺本浩 - 赤嶺亮 - 朝倉実 - 荒井朋弘 - 荒山勝徳 - 市村誠 - 井上弘之 - 上杉昌宏 - 蛯名雄太 - 遠藤茂 - 大宮和也 - 岡野尚光 - 小野寺晋廣 - 久保杉隆 - 栗田裕光 - 栗田泰昌 - 坂井英光 - 阪本一栄 - 櫻木英喜 - 佐々木忠昭 - 佐々木洋一 - 佐宗応和 - 佐藤壽 - 佐野謙二 - 澤佳宏 - 嶋田幸晴 - 庄子昭彦 - 鈴木啓之 - 須田和伸 - 高岩孝敏 - 高野毅 - 高橋清顕 - 鷹見浩 - 立花伸 - 立花貢 - 田中正人 - 月岡健二 - 辻野豊 - 中道啓二 - 納谷和玖 - 橋本和馬 - 福田真広 - 福永敏 - 藤田輝信 - 藤村和生 - 堀江仁 - 堀千亜樹 - 松浦裕之 - 的場直之 - 真島大輔 - 宗形竹見 - 村上頼章 - 森下淳平 - 吉井竜一 - 米田英世 - 渡邉和雄 - 渡部則夫 | - 新井健児 - 今井輝和 - 岩本洋 - 内田勝義 - 加藤誠一 - 河津裕昭 - 久保勇 - 久保秀男 - 栗林信文 - 甲田悟史 - 酒井忍 - 佐々木仁 - 佐藤博紀 - 鈴木義久 - 高月賢一 - 高橋宏征 - 武井和実 - 田島寿一 - 田邊陽一 - 林隆之 - 原三男 - 平田正一 - 古澤悟 - 村田順一 - 村田六郎 - 八木仁 - 八木正喜 - 安池成実 - 山崎尋美 - 山崎裕也 - 山田質 - 山田正実 - 吉橋淳一 | - 井樋一也 - 加藤和宏 - 加藤和義 - 金田一昌 - 川添明弘 - 黒木豊 - 佐藤茂 - 菅原欣也 - 鋤田誠二 - 鈴木正也 - 高橋俊之 - 高橋道雄 - 高橋優子 - 田嶋弘幸 - 中川雅之 - 野田幸雄 - 藤田弘治 - 松野勝己 - 綱泰彦 - 室井眞文 - 吉井一良 - 伊藤勝好 - 伊藤強一 - 大橋敬永 - 加藤幸保 - 川嶋弘吉 - 栗本陽一 - 後藤保 - 後藤正義 - 笹野博司 - 柴田高志 - 田口輝彦 - 藤田正治 - 水野善太 - 森山英雄 | - 安部幸夫 - 荒巻透 - 井手上慎一 - 伊藤勝己 - 井上哲 - 今津勝之 - 今津博之 - 植松則幸 - 宇都英樹 - 榎屋充 - 沖田明子 - 川西毅 - 倉地学 - 坂口義幸 - 櫻井今朝利 - 迫田清美 - 瀬戸口悟 - 竹口勝利 - 竹下直人 - 竹下太 - 竹之下昭憲 - 地辺幸一 - 塚田隆男 - 角田輝也 - 戸部尚実 - 成田明 - 錦見勇夫 - 原口次夫 - 藤ケ崎一男 - 藤ケ崎一人 - 本名信行 - 宮本仁 - 横井将人 | - 新子雅司 - 新井隆太 - 有馬澄男 - 飯田良弘 - 碇清次郎 - 石橋満 - 稻田彰宏 - 大石省三 - 大塚信次 - 大山寿文 - 岡田利一 - 尾林幸二 - 尾原強 - 織田誠 - 柏原誠路 - 北野真弘 - 木村健 - 國澤利照 - 栗林徹治 - 黒田隆男 - 高馬元紘 - 小牧毅 - 小村正也 - 雑賀伸一郎 - 坂本和也 - 諏訪貴正 - 高本友芳 - 田中学 - 田中一巧 - 田中範雄 - 田中道夫 - 玉垣光章 - 田村彰啓 - 長南和宏 - 土屋洋之 - 寺地誠一 - 徳本慶一 - 中塚猛 - 長倉功 - 永島太郎 - 西川進也 - 西村守幸 - 野田忍 - 橋本忠明 - 平松徳彦 - 藤川純 - 保利幸作 - 保利良次 - 保利良平 - 松浦聡志 - 松平幸秀 - 溝橋利喜夫 - 南弘樹 - 三宅直之 - 茂崎正善 - 森澤友貴 - 盛本信春 - 山口浩幸 - 山口益巳 - 山元博徳 - 吉見真幸 - 渡瀬寛彰 | - 打越勇児 - 胡本友晴 - 嬉勝則 - 川野勇馬 - 工藤真司 - 國澤輝幸 - 雑賀正光 - 平和人 - 田中伸一 - 田中譲二 - 田中守 - 中西達也 - 那俄性哲也 - 西川敏弘 - 西山裕貴 - 東原己俊 - 別府真司 - 細川忠義 - 松木啓助 - 宮川浩一 - 宮川真衣 - 宮路洋一 - 宗石大 - 目迫大輔 - 池田忠好 - 石川浩文 - 井樋明正 - 大垣敏夫 - 大島静夫 - 川田孝好 - 北村欣也 - 九日俊光 - 倉富隆一郎 - 古賀光範 - 坂井孝義 - 鮫島克也 - 三小田幸人 - 手島勝利 - 土井道隆 - 中川竜馬 - 中野博 - 濱田一夫 - 東眞市 - 東美義 - 平山宏秀 - 真島正徳 - 真島元徳 - 松島壽 - 武藤敏明 - 柳井宏之 - 矢野久美 - 山下定文 - 山田徹 - 山田義人 - 頼本盛行 - 渡辺博文 |

### 引退
| - 石本義孝 - 伊藤隆志 - 伊藤靖則 - 恵多谷豊 - 大崎順司 - 大友茂 - 北川數男 - 久保旭 - 黒川武 - 桑原義光 - 小林伸義 - 佐藤邦茂 - 佐藤二郎 - 杉山結姿 - 鈴木英二 - 須藤三千夫 - 高橋司 - 谷口常信 - 田部和則 - 堂山大企知 - 堂山芳則 - 中村光春 - 成田春男 - 林正夫 - 原孝明 - 松田路博 - 安田寛 - 山下信雄 - 山中静治 - 若松進 - 若松平 - 岩瀬和幸 - 岩本正好 - 鵜沼武 - 大友榮司 - 片平俊悦 - 門脇税 - 木村卓司 - 喜来光雄 - 久保正吉 - 小北定一 - 高嶋紳一 - 梨本照夫 - 夏井孝 - 野々宮豊 - 長谷功 - 林正男 - 福森浩 - 古田覺造 - 前原陽介 - 前原芳郎 - 松井浩 - 三浦忠 - 水上勲 - 光富駿一 - 宮崎正徳 - 山本幸一 - 阿部時男 - 遠藤陸夫 - 小笠原義巳 - 小野寺敏 - 小野寺三男 - 葛西勝幸 - 熊谷昇 - 小竹清一 - 酒井清 - 櫻田勝男 - 佐藤利文 - 佐藤晴記 - 佐藤正信 - 志村文雄 - 城地藤男 - 鈴木七郎 - 瀬戸幸次 - 高橋眞久 - 田村光則 - 只野廣明 - 千葉次男 - 千葉博 - 千葉四美 - 福田秀夫 - 大和静治 - 村上佐重喜 - 秋葉清一 - 五十嵐智 - 五十嵐浩治 - 猪股榮治 - 枝松正廣 - 大沢勝宣 - 太田勝雄 - 大瀧新次 - 小國和紀 - 小國忍 - 海方栄二 - 齋藤志孝 - 齋藤隆明 - 佐藤英一 - 佐藤喜代夫 - 佐藤敏昭 - 渋谷竹義 - 神保忠三 - 菅原幸志 - 鈴木長一 - 鈴木長松 - 須藤信之 - 須藤安栄 - 関口幸造 - 高橋謙治 - 竹田正 - 田中満 - 千場俊彦 - 津野総夫 - 冨士木秀四郎 - 松浦正春 - 峯田徳三 - 宗形健次 - 村山啓 - 村山博 - 柳沼幸男 - 山田延由 - 湯山健蔵 - 横山崇司 - 吉川豊光 - 吉田英男 - 米澤博 - 渡部寛修 - 渡邉修一 - 渡辺徹夫 | - 相澤二三雄 - 青木秀之 - 荒川嘉幸 - 市澤初太郎 - 稲村友行 - 今平弥 - 岩渕三男 - 岩渕義三 - 岩渕良三 - 梅山誠 - 岡昭 - 岡克彦 - 川中子健二 - 川原道正 - 川原實 - 川村克美 - 川村孝一 - 川村正義 - 川村元美 - 木村進 - 小出雄司 - 小林昭 - 佐藤勝久 - 佐藤裕 - 清水久夫 - 菅原末治 - 田畑勝男 - 手塚正 - 手塚佳彦 - 中村憲和 - 長島茂夫 - 長島康男 - 長島恭生 - 濱野近 - 早川實 - 早川行男 - 人見鉄也 - 日野啓二 - 平石勉 - 平石正己 - 福原政弘 - 星野由基男 - 堀江富雄 - 前田利夫 - 箕輪武 - 室井兼雄 - 室井康雄 - 山口敬一 - 山口健治 - 小松澤義江 - 佐藤和伸 - 花塚進 - 早川暁 - 早川長二 - 平石四郎 - 増渕陽 - 松代仁 - 丸山定男 - 八木信一 - 青木幸一 - 新井明 - 新井次郎 - 飯田茂夫 - 井田莊一郎 - 一倉昌行 - 市村勲 - 内野勉 - 内野浩司 - 大島美紀雄 - 岡田英治 - 加藤光司 - 金子竜也 - 金田鼎 - 菊地公律 - 木村甚太郎 - 木村昌志 - 工藤勉 - 栗原正芳 - 小林守 - 斎藤誠 - 佐藤正海 - 設樂哲夫 - 澁谷公男 - 澁谷武久 - 周藤清 - 杉崎昭 - 瀬谷保司 - 角田仲三郎 - 仲澤道夫 - 中島一男 - 野村正直 - 橋本茂喜 - 畠中正孝 - 濱田勝三 - 平松勇 - 星田幸作 - 松本桃司 - 丸山務 - 水野清貴 - 矢沼浩二 - 横山稔 - 渡邉和泰 | - 阿部秀一 - 市澤正一 - 一ノ瀬司 - 稲垣義雄 - 内田友一 - 宇野木数徳 - 加藤武次 - 鹿沼良作 - 川島和美 - 川村忠夫 - 川村嘉章 - 川村嘉秀 - 黒田桂二 - 桑田孝雄 - 小嶋一郎 - 小林文治 - 小山清光 - 佐藤義治 - 須藤一弘 - 高橋浩一 - 田嶋隆造 - 津金澤正男 - 土屋千賀子 - 冨田藤男 - 中村秀夫 - 中矢攻 - 西川實 - 濱村恵 - 廣瀬龍夫 - 藤本昌行 - 牧坂徹 - 武藤信尾 - 村田貴広 - 横山栄次郎 - 新井康夫 - 石川忠良 - 泉孝 - 井手正則 - 江川秀三 - 及川肇 - 及川六郎 - 大久保福治 - 大友勝利 - 岡島一馬 - 岡島茂 - 岡林喜和 - 柿本政義 - 粕谷清隆 - 金澤豊 - 川勝歩 - 川勝貫次 - 川村昭男 - 北川亮 - 木村和男 - 木村騎一 - 熊坂光広 - 栗原清 - 後藤稔 - 齊藤速人 - 榊原春雄 - 坂本安 - 佐々木登 - 佐々木總雄 - 椎名廣明 - 渋谷信隆 - 白川章司 - 鈴木茂樹 - 鈴木總介 - 須永和良 - 高松弘之 - 舘保昌 - 田中美義 - 玉井吉丸 - 出川克己 - 出川博史 - 出川龍一 - 中井利一 - 成田清輔 - 波多野高次 - 濱月睦生 - 林進 - 林雅次郎 - 溝邉正 - 三間典夫 - 宮下貴明 - 宮下哲朗 - 宮下仁 - 宮下雅身 - 宮園繁 - 森勇 - 森誉 - 矢熊壽 - 山浦一雄 - 山浦武 - 吉田馨 - 米山仲司 - 渡邊薫 - 渡部茂夫 | - 秋吉和美 - 赤間清松 - 荒井勝弘 - 荒居貴美夫 - 荒井隆 - 飯野貞次 - 飯野文明 - 石田貞雄 - 五百藏幸雄 - 太田進 - 大塚三郎 - 大山一男 - 大山二三夫 - 小野寺孝司 - 柏木一夫 - 香取和孝 - 鏑木文一郎 - 久保與造 - 久保杉利明 - 栗田繁 - 栗田武 - 栗田知治 - 小池滋 - 小暮嘉久 - 小筆昌 - 阪本泰之 - 佐藤順次 - 菅原秀雄 - 杉山康史 - 須田明雄 - 須田茂 - 庄子連兵 - 高岩隆 - 高橋三郎 - 高柳恒男 - 武智一夫 - 竹原眞一 - 武森辰巳 - 竹山隆 - 田中利衛 - 田中康弘 - 田村勝男 - 寺田新太郎 - 中村健二 - 中村護 - 永岡達夫 - 長尾潔 - 長沼正義 - 西川栄二 - 藤江昭徳 - 松浦備 - 松本勉 - 三坂博 - 三坂盛雄 - 宮浦正行 - 宮本康 - 物井榮 - 森谷良臣 - 矢作和人 - 山田秀太郎 - 秋山重美 - 足立勝久 - 池田孝 - 伊藤利義 - 稲垣純緒 - 今井輝平 - 梅山和則 - 梅山滿 - 大沼五郎 - 大和田明 - 大和田五郎 - 鬼沢裕充 - 金井弘司 - 河津政明 - 神立忠 - 佐々木國廣 - 佐々木吉郷 - 佐藤喜良 - 佐藤健二 - 新貝一雄 - 杉村勝実 - 鈴木春吉 - 鈴木喜雄 - 關村孝治 - 高城守 - 高橋満夫 - 武井榮一 - 田村豫志雄 - 津久井巌 - 照沼一二 - 鳥飼春弥 - 中島正治 - 中之丸忠義 - 長谷川茂 - 長谷川蓮太郎 - 廣野保義 - 深野塁 - 福島幸三郎 - 福島秀夫 - 細川潔 - 松島久義 - 三潟隆次 - 三橋三吉 - 安池保 - 山崎三郎 - 青山政吉 - 赤塚正幸 - 赤間松次 - 阿部充知 - 飯泉之男 - 大澤瀞司 - 岡史郎 - 加藤一榮 - 金子寅一 - 河内義昭 - 齋藤辰三 - 笹川福光 - 佐藤忠雄 - 鈴木敬三 - 鈴木忠俊 - 清野忠雄 - 関口賢三 - 瀬高健 - 高田功 - 高田富男 - 高橋悦夫 - 田村三郎 - 中澤勇喜 - 堀川勝盛 - 松田光行 - 向山勝 - 村岡洋 - 村松保信 - 横山孝四郎 | - 青山義明 - 赤間亨 - 今井光三 - 岩切敏男 - 蝦名弘 - 奥十一 - 奥高平 - 小原典夫 - 勝田浩 - 喜多壽 - 黒澤四郎 - 桑野進 - 清水博昭 - 鈴木長次 - 鷹尾俊策 - 鷹尾雄治 - 田嶋進一 - 田嶋弘 - 寺田茂 - 東方高行 - 中川一男 - 服部克雄 - 服部健一 - 服部道夫 - 平床良博 - 藤木一男 - 藤田進 - 牧野田将人 - 松川史朗 - 松原正文 - 松本広大 - 南一吉 - 南昭造 - 宗綱貢 - 宗 - 本厚司 - 本忠司 - 森井勇治 - 山川清志 - 山田桓祝 - 吉井敏雄 - 吉井良政 - 青木和夫 - 青木達彦 - 味坂勲 - 粟津豊彦 - 粟津兵三 - 飯干秀人 - 池田寛 - 井上孝彦 - 今井孝一 - 岩崎幸紀 - 大倉護 - 大橋憲雄 - 尾島徹 - 梶原軍造 - 加藤健 - 加藤保行 - 神部幸夫 - 小井土金一 - 古賀土生 - 後藤四季治 - 小森勝政 - 鈴木元次 - 鈴木良文 - 高田勝良 - 田邉睦雄 - 谷川義明 - 中山義宣 - 原定弘 - 原隆男 - 東川公則 - 樋口富男 - 藤田勝正 - 不破敏行 - 法理勝弘 - 町野良隆 - 松原義夫 - 水谷初日出 - 南輝幸 - 柳江俊一 - 柳江俊明 - 山際孝幸 - 山下清春 - 山中輝久 - 山中敏彦 - 鷲見昌勇 - 青山高司 - 青山幸健 - 安達良美 - 安部弘一 - 荒木市雄 - 池田優孝 - 石川誠 - 磯村林三 - 市川安一 - 井手春義 - 伊藤定幸 - 井上正 - 岩瀬裕 - 岩田克己 - 岩田幸一 - 岩山敬一 - 内沢信昭 - 榎本貴行 - 太田義広 - 加藤安彦 - 河村功 - 国光徹 - 栗田和昌 - 斉藤弘光 - 末吉清助 - 鈴木誠 - 竹地正樹 - 田中敏和 - 戸澤肇 - 冨田光吉 - 永田三郎 - 野島三喜雄 - 野島豊 - 羽生作造 - 原功 - 福田秀已 - 本田忠夫 - 松橋寛 - 松村勇 - 松本克幸 - 圓田修 - 光岡静馬 - 本村光男 - 山内和明 - 山田彦助 - 山本功 - 山本榮二 - 山本健二 - 山本敏男 | - 阿部和男 - 荒山義則 - 稲田礎 - 上田二郎 - 上田伸夫 - 内山周一郎 - 内本英夫 - 大野照男 - 大畠弘 - 岡田守利 - 緒方勝 - 小倉哲也 - 角田末男 - 加藤英昭 - 上川将幸 - 國澤正利 - 小室知二 - 齊藤堯 - 齊藤裕 - 坂井光政 - 佐々木勝彦 - 清水正人 - 謝明方 - 謝良文 - 曾和直榮 - 武田廣臣 - 釣利雄 - 手嶋英治 - 手嶋啓治 - 寺地隆 - 利國彦一 - 利國雪城 - 戸田山孝次 - 冨吉誠次 - 中野明 - 西門則秋 - 西川精治 - 野田学 - 橋本和男 - 橋本忠男 - 花村通春 - 濱口正行 - 原田寅夫 - 久野進一 - 日紫喜浩 - 平井武士 - 藤原幸藏 - 星野良二 - 保利照美 - 前田高明 - 増田勝彦 - 松浦正勝 - 松尾一幸 - 溝橋一秀 - 森澤憲一郎 - 屋敷和彦 - 薮田辰己 - 山田耕造 - 山本和之 - 山元紀男 - 米玉利辰夫 - 渡邉幸生 - 大賀一政 - 大賀繁春 - 大賀孝司 - 岡崎淳耀 - 小野川光則 - 高橋勇 - 田原真二 - 田原義友 - 藤原秋義 - 藤原孝幸 - 御神本修 - 宮内重幸 - 椋木幹雄 - 渡邊進 - 石井勝教 - 石黒剛太 - 上原俊夫 - 上原光博 - 神原勝志 - 楠見政徳 - 黒川都起哉 - 白津壽己 - 高畦治夫 - 高本修一 - 田代専二 - 田邉廣文 - 寺田孝 - 寺田寛 - 那俄性一人 - 那俄性裕 - 濱田輝和 - 番園一男 - 東森優 - 福島壽 - 吉井昭藏 - 吉井英隆 - 江口秀博 - 荻田恭正 - 黒川幹生 - 桑田忠規 - 小嶺英喜 - 末廣卓己 - 千同武治 - 高本敏明 - 高本友芳 - 戸川吉和 - 徳本慶一 - 外山清彦 - 檜山博史 - 檜山龍二郎 - 堀部重昭 - 松本満夫 - 弓削和彦 - 吉井勝宏 - 若林達彦 - 渡邉貞夫 | - 打越初男 - 梶原喜造 - 堅田忠雄 - 川嶋順助 - 工藤英嗣 - 甲田守 - 坂本一仁 - 坂本通 - 雑賀秀介 - 炭田健二 - 曾我心一 - 竹内昭利 - 谷力 - 土居高知 - 能勢巌 - 濱田隆憲 - 松岡利男 - 松下博昭 - 山岡恒一 - 飯島美智雄 - 池田及也 - 岩本正清 - 川田利美 - 河津徳幸 - 草野巧 - 九日俊 - 佐藤正則 - 鮫島勉 - 下田泰広 - 高砂哲二 - 高田豊治 - 谷口祐治 - 手島豊 - 徳吉義己 - 中川辰彦 - 西岡龍三 - 西久保政等 - 野元博実 - 松岡重巳 - 的場信弘 - 山下清 - 山田勇 - 山田忠 - 山田安夫 - 横尾末男 - 吉田昭 - 飯島雄治 - 伊豆嘉一 - 岩本清隆 - 江島松二 - 後藤禎文 - 田中隆仁 - 橋本幸次郎 - 馬場義高 - 古澤清次 - 待鳥武久 - 宮本政晴 - 宮本芳吉 - 矢ケ部徹 - 吉永晃 - 吉村務 - 和田正美 - 井上直生 - 漆島義廣 - 小笠原保 - 小田部磨留男 - 小林弘幸 - 清水保男 - 鋤田嵩 - 杉本和之 - 千島一巳 - 辻三郎 - 中尾則行 - 中村清 - 中山朝雄 - 梛野誠司 - 畠中功 - 村山二男 |

### 故人
| - 青野四郎（川崎） - 荒川友司（笠松） - 石黒廣夫（大井） - 伊藤光雄（愛知） - 稲葉道行（浦和） - 井上宥藏（川崎） - 岩本亀五郎（川崎） - 内村寛司（愛知） - 蛯名末五郎（大井） - 大関吉明（高知） - 岡部盛雄（大井） - 柿本政男（船橋） - 上川薫（佐賀） | - 鴨林毅（兵庫） - 川田若弥（小倉） - 川島正行（船橋） - 楠克美（北海道） - 國信滿（北海道） - 久保田信之（大井） - 倉内賢（大井） - 小西善一郎（岩手） - 左海誠二（船橋） - 櫻田浩三（岩手） - 櫻田新一郎（岩手） - 佐々木一夫（北海道） - 佐々木修一（岩手） | - 佐藤勇（船橋） - 佐藤賢二（船橋） - 山藤統宏（大井） - 重畠勝利（兵庫） - 清水日出男（北海道） - 城地俊光（岩手） - 鋤田久（福山） - 鈴木冨士雄（大井） - 鈴木敏一（川崎） - 住吉朝男（兵庫） - 高月由次（川崎） - 高橋敏男（川崎） - 千田知幸（岩手） | - 柘榴浩樹（船橋） - 鶴田憲吉（大井） - 出川己代造（船橋） - 手島健児（北海道） - 寺嶋正勝（兵庫） - 中野五男（川崎） - 函館孫作（目黒・中山・大井・船橋） - 武智政明（大井） - 田中和吉（新潟） - 千葉均（ばんえい） - 辻本誠作（ばんえい） - 津野正浬（佐賀） - 新山廣道（愛知） | - 函館喜弘（船橋） - 長谷川三郎（川崎） - 林和弘（北海道） - 福永二三雄（大井） - 幣旗吉昭（佐賀） - 本間光雄（浦和） - 松代眞（船橋） - 道川満彦（マカオ） - 森茂（船橋） - 八木正雄（川崎） - 柳江仁（笠松） - 大和正四郎（岩手） - 吉行龍穂（兵庫） - 米川伸也（北海道） |

## 日本以外

### 現役
| - エイダン・オブライエン - ジム・ボルガー - ジョン・オックス - デヴィッド・ワハマン - ジョニー・ムルタ - イーオイン・ハーティー - ウラジミール・セリン - キアラン・マクローリン - クリストフ・クレメント - ジェフ・ミュリンズ - ジミー・ジャーケンス - ジョナサン・シェパード - スティーヴン・アスムッセン - ダグ・フォウト - トッド・プレッチャー - ドンナ・デュピュイ - トーマス・アルバートラニ - トーマス・マッカーシー - ニック・ジトー - ニール・ドライスデール - ニール・ハワード - パトリック・ビアンコーヌ - ハル・ウィギンス - フランク・ブラザーズ - フランソワ・パリセル - ヘレン・ピッツ - ボブ・バファート - ポール・フォウト - マイケル・ディキンソン - マイケル・レセッシー - リチャード・ダトロー・ジュニア - リチャード・マンデラ - サイード・ビン・スルール - ムバーラク・ビン・シャフヤー - マフムード・アッ＝ザールーニー | - フアン・エトチェチョーリー - カルロス・エトチェチョーリー - アルフレッド・ダッシエ - アマンダ・ペレット - エドワード・ダンロップ - クライヴ・ブリテン（ニューマーケット） - ジェラード・バトラー - ジェレミー・ノスィーダ - ジョン・ゴスデン - ジョン・ヒルズ - ジョン・ベスト - ハリー・ダンロップ - ピーター・チャップルハイアム - ブライアン・ミーハン - ポール・ブロックレイ - ラエ・ゲスト - ラルフ・ベケット - リチャード・ゲスト - リチャード・ハノン - レー・ゲスト - ブルーノ・グリゼッティ - エリック・マスグローヴ - リー・フリードマン - デイヴィッド・ヘイズ - ポール・ペリー - ガブリエル・ウォーターハウス - イアン・ブラック - ロジャー・アトフィールド - ジョージー・キャロル - パトリシオ・バエーサ | - ウェルナー・バルトロメイ - ピーター・ラウ - ペーター・シールゲン - マリオ・ホーファー - イェンス・ハーシュベルガー - ウーヴェ・オストマン - アンドレアス・ヴェーラー - ジェフ・マクヴィーン - ランス・アンソニー・オサリバン - マイケル・モロニー - ショーン・リッチー - グリーム・ロジャーソン - マーク・ウォーカー - アンドレ・ファーブル - アンリ＝アレックス・パンタル - エリック・リボー - 小林智 - ジャック・オルテ - ジャン＝クロード・ルジェ（ポー） - ジャン＝マリー・ベギニェ - パスカル・バリー - ミケル・デルザングル - リチャード・ギブソン - ドゥルシノ・ギグノニ - ヴェナンシオ・ナイド - アンソニー・クルーズ - アンドレアス・シュッツ（ドイツ→） - ジョン・サイズ（オーストラリア→） - 姚本輝 - デイヴィッド・フェラリス - ダグラス・ホワイト - マイケル・デコック - マイケル・ロバーツ - マイケル・バス - チャールズ・レアード - ジョーイ・ラムズデン - ショーン・タリー |

### 引退
- アレック・ヘッド（フランス）
- 仁岸進（宇都宮→シンガポール）
- クリスティアーヌ・ヘッド（フランス）
- バリー・ヒルズ（イギリス）
- エリー・ルルーシュ（フランス）
- ルカ・クマーニ（イギリス）
- アラン・ド・ロワイエ＝デュプレ（フランス）
- フレディ・ヘッド（フランス）
- マイケル・スタウト（イギリス）
- カルロス・ラフォン＝パリアス（フランス）
- ジョン・ハモンド（フランス）
- ウォルター・スウィンバーン(イギリス)
- ミック・シャノン(イギリス)
- 高岡秀行（北海道→シンガポール）
- ウエイン・ルーカス（アメリカ）

### 故人
- ジョン・ダンロップ（イギリス）
- アレックス・スコット（イギリス）
- アイヴァン・アラン（香港）
- ウィリー・シューメーカー（アメリカ）
- ヴィンセント・オブライエン（アイルランド）
- ジミー・ウィンクフィールド（アメリカ）
- チャーリー・ウィッティンガム（アメリカ）
- フェデリコ・テシオ（イタリア）
- マシュー・ドーソン（イギリス）
- ロバート・フランケル（アメリカ）
- パット・エデリー（アイルランド）[2]
- バーソロミュー・カミングズ（オーストラリア）[3]
- ヘンリー・セシル（イギリス）